# سمیر عبدالرضا
سمیر عبدالرضا (انگلیسی: Samir Abdul-Ridha؛ زادهٔ ۱ ژوئیهٔ ۱۹۶۰) بازیکن فوتبال اعل عراق بود.
وی همچنین در تیم ملی فوتبال عراق بازی کرده‌است.